# Attentato Carella
Attentato Carella (titolo originale Killer's Wedge) è un romanzo giallo di Ed McBain stampato in Italia nel 1960 nella collana Il Giallo Mondadori con il numero 582.
Uscito nel 1959 appartiene al periodo iniziale della serie, nata tre anni prima con il romanzo L'assassino ha lasciato la firma. Questo romanzo presenta oramai un McBain maturo, un 87º Distretto già avviato, senza contorni oscuri da definire. La tensione è l'anello forte di questa storia, giocata su equilibri delicati e a ritmo calzante, dalla prima all'ultima pagina. Decisamente uno dei capolavori assoluti dell'autore, un romanzo che ha contribuito enormemente alla fortuna della serie.

## Trama
Il poliziotto Steve Carella è impegnato a risolvere un caso piuttosto complicato: un uomo morto, apparentemente suicida, e un nugolo di figli dispiaciuti, ma non del tutto convincenti.
Ma in centrale accade qualcosa di inquietante. Una donna, moglie di un uomo arrestato tempo prima proprio da Carella, prende tutti in ostaggio minacciando i detective con una pistola e una bottiglia di presunta nitroglicerina. I colleghi di Carella sono sotto scacco, mentre la donna attende che lui rientri per ucciderlo. Alta tensione per 150 pagine e un romanzo giocato sul filo del rasoio.

## Edizioni
- Ed McBain, Attentato Carell, traduzione di Andreina Negretti, collana Il Giallo Mondadori n. 582, Arnoldo Mondadori Editore, 1960,  p. 137.

- Ed McBain, Attentato Carella, traduzione di Andreina Negretti, collana I Classici del Giallo Mondadori n. 372, Arnoldo Mondadori Editore, 1981,  p. 167.

- Ed McBain, Attentato Carella, traduzione di Andreina Negretti, collana Oscar Gialli n. 227, Arnoldo Mondadori Editore, 1990,  p. 172, ISBN 978-88-04-34039-3.